# Henry Stoning
Henry Stoning, auch Stonings, Stenings, Stoninge, Stonynge oder Stoninges, (* 16. Jahrhundert; † 17. Jahrhundert, wirksam Ende 16. Jahrhundert bis Anfang 17. Jahrhundert) war ein englischer Komponist der Renaissance.

## Leben und Werk
Von Stoning sind so gut wie keine biografischen Daten bekannt. Anthony Wood und John Hawkins beschreiben ihn als bekannten Musiker, der während der Regentschaft von Elisabeth I. und König James I. von England lebte.
Stonings polyphone Werke für Violen weisen einen feierlichen, eleganten, quasi vokalen Stil auf.

## Werke von Henry Stoning
- Browninge, my dear für fünf Violen
- In nomine für vier Violen
- In nomine für fünf Violen
- Lateinisches Magnificat für vier Stimmen